# Kayla Foster
Pour les articles homonymes, voir Foster.
Kayla Foster, née à Los Angeles, est une actrice américaine de théâtre et de séries télévisées. 
Elle est connue pour son rôle de Barbara dans la série The Deuce.

## Filmographie

### Comme actrice
- 2017 : Portrait of a Sister (court métrage) : Emma Pierson
- 2018 : What She Does in the Dark (court métrage) : Summer
- 2017-2018 : The Deuce (série télévisée) : Barbara (9 épisodes)
- 2019 : Framing John DeLorean (documentaire) : Colleen
- 2022 : Call Jane de Phyllis Nagy

### Comme productrice
- 2018 What She Does in the Dark (court métrage)